# جمعية حماة الضاد في لبنان
جمعيّة حُمَاة الضاد هي جمعيّة للدفاع عن اللغة العربية في لبنان. رئيسها هو أيمن محمد الطرابلسي الأستاذ في التعليم الثانوي لمادة اللغة العربيّة وآدابها. نالت الترخيص سنة 2010.
تعمل على تفعيلِ دور اللغة العربيّة وتعزيزها من خلال التوعية وبناء الجسور مع الجيل الشاب عبر المجتمع المدني، بطريقةٍ مبتكرةٍ بهدف إخراج لغتنا من قوقعتها وجعلها مرتبطةً بواقع الحياة اليوميّة للشباب اللبنانيّ.
فإنّ المراقب لواقع مجتمعنا يرى أنّنا نسير نحو التخلي عن لغتنا، أو تهميشها في أحسن الأحوال، فلا شوارعنا ولا محلاتنا تدلُّ على أدنى احترامٍ للغةِ العربيّة، وحتّى أحاديثنا وكتاباتنا لا تقيمُ اعتبارًا للغتِنا القوميّة. ما يزيدُ الطين بلةً أنّ أحدًا لا يأبَهُ لذلك. فلقد فقدَتِ اللغةُ العربيةُ بريقها، وصار عدم اتقانها شائعًا بين اللبنانيين.
ترى الجمعي أن المشكلةُ تتفاقم، ومجتمعنا يسيرُ نحو كارثةٍ لغويةٍ وحضارية كبيرة، والتحرك من أجلِ إنقاذِها بات واجباً.

## أهدافنا
تعزيز العلاقة بين المجتمع اللبنانيّ وثقافته العربيّة من فنونٍ وآداب وغير ذلك، وإحياء اللغة العربيّة: كتابةً وقراءةً ومحادثة. كذلك تدعو إلى تقريب اللغة العربيّة من الحياة اليوميّة ودمجها على كافة الصعد العلميّة والأدبيّة والاقتصاديّة والتجاريّة. وإعداد مجتمع مندمج مع محيطه العربيّ وحضارته.

## أنشطة
تنظم الجمعية أمسيات شعريّة، وتنظم الاحتفال بيوم اللّغة العربيّة في الثانويّات والجامعات والمدارس اللبنانيّة. وأطلقت حملة تعريب المؤسّسات والمطاعم اللبنانيّة.

### الاحتفال بيوم اللّغة العربيّة
تنظّم جمعيّة حُمَاة الضاد احتفالات متعددة في الكثير من المدارس والثانويّات اللبنانيّة، الرسميّة منها والخاصّة، بمناسبة يوم اللغة العربيّة في الأوّل من آذار من كلّ عام. يقوم فيها الطلاب بإلقاء القصائد وتمثيل مسرحيات من وحي المناسبة، وتزيين الجداريّات ابتهاجاً بقدوم يوم اللغة العربيّة.

### حملة تعريب المؤسّسات والمطاعم
تهدف هذه الحملة إلى الضغط على أصحاب المحلات والمطاعم الذين لا يعتمدون اللغة العربية في إعلاناتهم ومعاملاتهم وحتى في الاسم التجاريّ وغير ذلك من أجل استبدال ما هم عليه والتحوّل إلى اللغة العربيّة.

يشترك في هذه الحملة عدد من الشباب اللبنانيّ الجامعيّ، من كافة الاختصاصات، ويقومون بزيارات لبعض المطاعم اللبنانيّة التي يظهر بشكل لافت تهميشها للحرف العربيّ وللغة العربيّة مطالبين بتحويل لوائح الطعام إلى اللغة العربية وباعتمادها أيضاً في إعلاناتهم.
	ولقد نظّمت الحملة عدة فعاليات بهذا الخصوص كجمع التوقيعات للتعبير عن احتجاج اللبنانيّين على غياب الحرف العربيّ في قوائم طعام بعض المطاعم اللبنانيّة، وإرسال الرسائل البريديّة لهذه المؤسسات المعبّرة عن رفض الشباب لتهميش اللغة العربيّة في مؤسساتنا لصالح الإنكليزيّة والفرنسيّة والإيطاليّة.

## وصلات خارجية
- الحرف العربيّ جمعية حماة الضاد في لبنان  على فيسبوك.موقع الجمعية للتواصل على الفيسبوك.